# زياد الجزيري
زياد الجزيري، من مواليد 12 يوليو 1978 في مدينة سوسة، لاعب كرة قدم تونسي.
بدأ مسيرته الكروية مع نادي النجم الرياضي الساحلي في عام 1999، ولعب معهم حتى عام 2002، وفي عام 2003 انتقل إلى نادي غازينتسبور التركي، ولعب معهم حتى عام 2005، وشارك معهم في 49 مباراة وسجل 17 هدف، في عام 2005 لعب مع نادي تروا الفرنسي، وفي يوليو 2007 تم انتقاله رسميا إلى نادي الكويت الكويتي ولعب معهم حتى عام 2008.
و قد بدأ باللعب مع منتخب تونس لكرة القدم في عام 1999.يعتبر أحد أهم نجوم تونس في التاريخ حيث أن الهدف التاريخي الذي سجله أمام منتخب المغرب في نهائي كأس الأمم الأفريقية جعل منه نجم المنتخب وأحد أبرز لاعبيه في التاريخ . لعب زياد الجزيري كذالك في كأس العالم 2002 وكأس القارات 2005.

## مسيرته الكروية
لعب زياد الجزيري خلال مسيرته الاحترافية مع 3 أندية في خمسة مواسم وسجل خلالها 32 هدفًا ضمن 108 مباراة. ولم يفز بأي موسم بالكأس وفاز موسمًا واحدًا بالدوري.
خاض زياد الجزيري مسيرته مع نادي غازي عنتاب سبور في موسم 2003–04 ولمدة موسمين، مشاركًا في 49 مباراة سجل خلالها 17 هدفًا. ثم انتقل إلى نادي تروا في موسم 2005–06 ولمدة موسمين، حيث شارك في 44 مباراة سجل خلالها 6 أهداف. لينتقل بعدها إلى نادي الكويت في موسم 2007–08 لمدة موسم واحد، مشاركًا في 15 مباراة سجل خلالها 9 أهداف.

## روابط خارجية
- زياد الجزيري على موقع الاتحاد الدولي (مؤرشف)  (الإنجليزية)
- زياد الجزيري على موقع الاتحاد الأوربي (الإنجليزية)
- زياد الجزيري على موقع قاعدة بيانات كرة القدم.إي يو (الإنجليزية)
- زياد الجزيري على موقع ليكيب (الفرنسية)
- زياد الجزيري على موقع ناشيونال فوتبول تيمز (الإنجليزية)
- زياد الجزيري على موقع كووورة